# Scaturiginichthys
Scaturiginichthys é um género de peixe da família Pseudomugilidae.
Este género contém as seguintes espécies:
- Scaturiginichthys vermeilipinnis